# Джеферсън Еърплейн
„Джеферсън Еърплейн“ (на английски: Jefferson Airplane) е рок група от САЩ, пионер на психеделичния рок.
Групата е основана през 1965 година в Сан Франциско. Достига най-голяма популярност в края на 1960-те години. През 1969 година участва във фестивала в Удсток. По-късно членове на „Джеферсън Еърплейн“ участват в групите „Джеферсън Старшип“ и „Старшип“. През 1996 година са включени в Залата на славата на рокендрола.

## История

### Създаване на групата и ранна кариера
През 1962 година 20-годишният Марти Балин записва два сингъла за „Челиндж Рекърдс“, но и двата нямат успех. Тогава Балин се присъединява към фолк групата „Таун Крайърс“, в която участва от 1963 до 1964 година. След водената от „Бийтълс“ Британска инвазия през 1964 година Балин е вдъхновен от съчетаването на фолк и рок, чиито най-видни представители са „Бърдс“ и „Саймън и Гарфънкъл“, и през 1965 година решава да създаде група, която да свири в този нов хибриден стил. Съвместно с група инвеститори, той купува бивша пицария на улица „Филмор“ в Сан Франциско и я превръща в музикален клуб, след което започва да търси участници в групата.
Балин се запознава с фолк музиканта Пол Кантнър в друг местен клуб. Кантнър, родом от Сан Франциско, започва да свири на местната сцена от началото на 60-те години, заедно с Джери Гарсия, Дейвид Кросби и Джанис Джоплин. Силно влияние му оказват групи като „Кингстън Трио“ и „Уивърс“. През 1964 година за кратко отива в Лос Анджелис, където работи в дует с бъдещия член на „Джеферсън Еърплейн“ Дейвид Ферейбърг.
Балин и Кантнър се заемат с намирането на други музиканти, с които да създадат постоянна група за клуба на Балин. След като чува певицата Сигни Толи Андерсън, Балин я кани за един от водещите вокалисти на групата. Тя работи с „Джеферсън Еърплейн“ в продължение на година и участва в техния първи албум, но се оттегля през октомври 1966 година, след като ражда първото си дете.
След това Кантнър привлича своя стар приятел, блус китариста Йорма Кауконен. Роден във Вашингтон, той живее в Калифорния от началото на 60-те години и се запознава с Кантнър в Университета на Санта Клара през 1962 година. Барабанистът Джери Пелокуин и акустичният басист Боб Харви допълват първоначалния състав на групата.

## Членове на групата
- Пол Кантнър – китара, вокали (1965 – 1972, 1989)
- Йорма Кауконен – китара, вокали (1965 – 1972, 1989)
- Марти Балин – вокали, китара (1965 – 1971, 1989)
- Сигни Толи Андерсън – вокали (1965 – 1966)
- Боб Харви – бас (1965)
- Джери Пелокуин – барабани (1965)
- Джак Касиди – бас (1965 – 1972, 1989)
- Скип Спенс – барабани (1965 – 1966, умира 1999)
- Грейс Слик – вокали (1966 – 1972, 1989)
- Спенсър Дриден – барабани (1966 – 1970, умира 2005)
- Папа Джон Крийч – цигулка (1970 – 1972, 1989, умира 1994)
- Джоуи Ковингтън – барабани (1970 – 1972, умира 2013)
- Джон Барбата – барабани (1972)
- Дейвид Фрийберг – вокали (1972)

## Дискография
- Jefferson Airplane Takes Off (1966)
- Surrealistic Pillow (1967)
- After Bathing at Baxter's (1967)
- Crown of Creation (1968)
- Volunteers (1969)
- Bark (1971)
- Long John Silver (1972)
- Jefferson Airplane (1989)